# Friedrich Witt (Bassist)

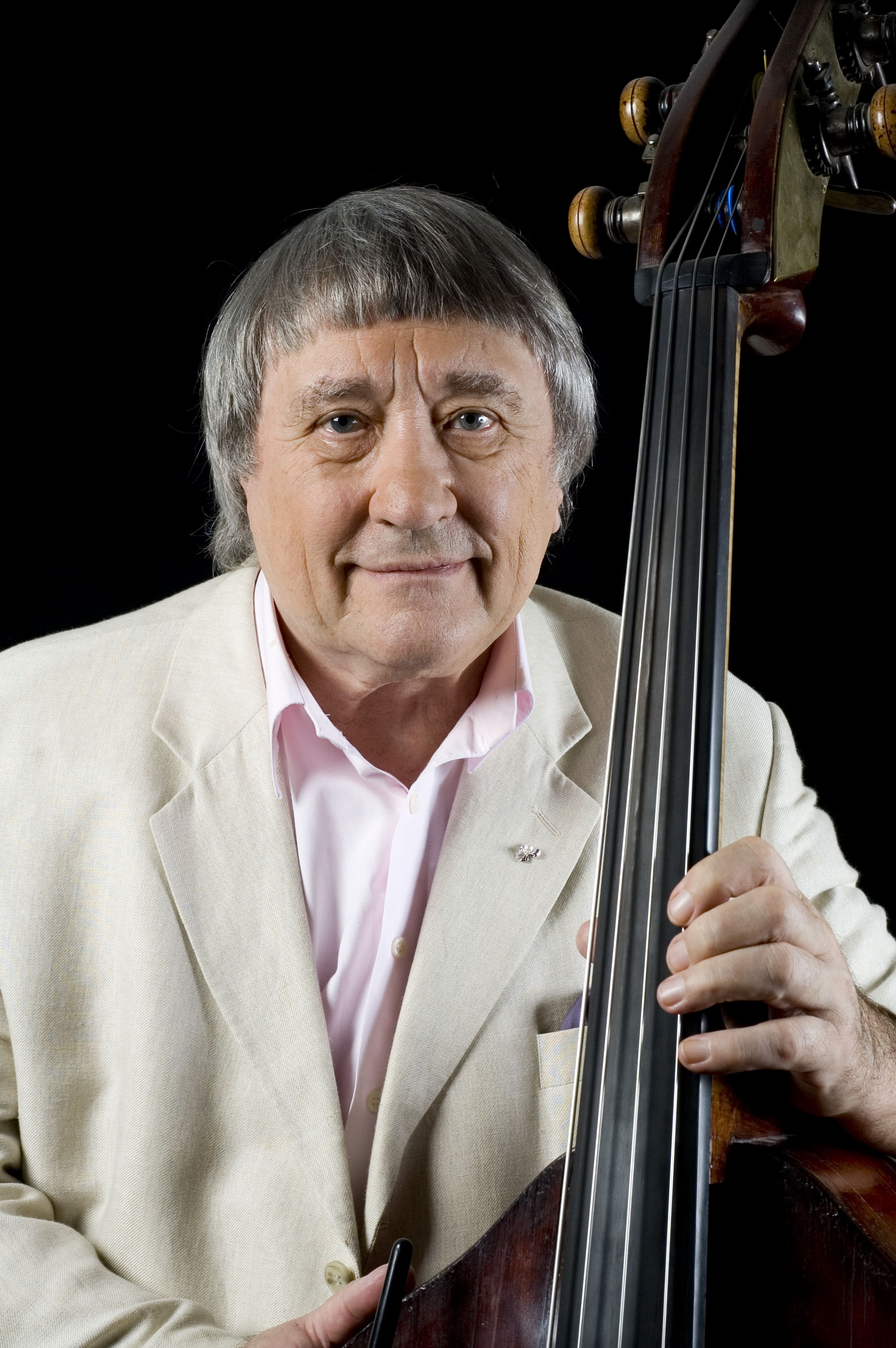
Friedrich Witt

Friedrich Witt (* 31. Januar 1930 in Bochum; † 29. August 2015 in Berlin) war ein deutscher Kontrabassist. Er führte gemeinsam mit Rainer Zepperitz fast vierzig Jahre lang die Kontrabassgruppe der Berliner Philharmoniker als Erster Solokontrabassist an.

## Leben
Witt studierte von 1946 bis 1948 an der Folkwangschule in Essen. Im September 1948 wurde er Kontrabassist im Städtischen Orchester Oberhausen. Von dort aus wechselte er im September 1950 als Solo-Kontrabassist zum Städtischen Orchester Münster. 1952 war er einen Monat lang Solo-Kontrabassist am Opernorchester in Frankfurt am Main und wechselte im Oktober 1952 zum Städtischen Orchester Duisburg.
Im Januar 1954 wurde er als Kontrabassist beim Berliner Philharmonischen Orchester engagiert. Im Jahr 1957 wurde ihm die Position eines Ersten Solokontrabassisten übertragen.
In dieser Zeit spielte er unter den Chefdirigenten Wilhelm Furtwängler, Herbert von Karajan und Claudio Abbado. Neben seiner Tätigkeit als Orchestermusiker war er Mitglied des Kontrabassquartetts der Berliner Philharmoniker und Dozent an der Orchester-Akademie der Berliner Philharmoniker.
Im Januar 1993 wurde er pensioniert. Er war Träger der Hans-von-Bülow-Medaille, die ihm das Orchester am 1. Februar 1993 verlieh.
Er unterhielt einen Podcast mit Erzählungen über das Leben und Wirken als Musiker bei den Berliner Philharmonikern.
Friedrich Witt lebte mit seiner Frau in Berlin und wurde Vater einer Tochter und zweier Söhne. Er starb am 29. August 2015 in Berlin und liegt auf dem Waldfriedhof Zehlendorf begraben.